# Valea Măgurei
Valea Măgurei – wieś w Rumunii, w okręgu Ardżesz, w gminie Cepari. W 2011 roku liczyła 143 mieszkańców.